# کارولینا بنونگا
کارولینا بنونگا (انگلیسی: Carolina Benvenga؛ زادهٔ ۱۰ ژانویهٔ ۱۹۹۰) بازیگر، و مجری تلویزیون اهل ایتالیا است.
از فیلم‌ها یا برنامه‌های تلویزیونی که وی در آن نقش داشته‌است می‌توان به بلیت‌ها محصول سال ۲۰۰۵ اشاره کرد.